# 小行星6069
小行星6069（6069 Cevolani）是一颗绕太阳运转的小行星，为主小行星带小行星。该小行星于1991年8月8日发现。

## 轨道参数
小行星6069的轨道半长轴为2.2467664 UA，离心率为0.041。